# Grande Prêmio do Azerbaijão de 2019
Grande Prêmio do Azerbaijão de 2019 (formalmente denominado Formula 1 Socar Azerbaijan Grand Prix 2019) foi a quarta etapa da temporada de 2019 da Fórmula 1. Disputada em 28 de abril de 2019 no Circuito Urbano de Baku, Baku, Azerbaijão

## Relatório

### Treino Classificatório
Q1
Bottas foi o primeiro entre as equipes do top 3 a marcar uma volta rápida: 1m42s430. Leclerc veio logo na sequência, anotando 1m42s652, 0s222 mais lento que o finlandês da Mercedes. Em sétimo lugar, Ricciardo foi avisado pelo rádio de que a equipe estava sem a telemetria do carro. Vettel entrou na pista e tomou a ponta com 1m42s348. Deste momento em diante começou uma alternância na liderança, primeiro com Bottas, depois com Leclerc, que fez 1m41s426.
Com pouco mais de 4 minutos para o final, Gasly surpreendeu com a RBR e assumiu a liderança: 1m41s335. Outro que também fez um grande Q1 foi Sainz Jr, que colocou a McLaren em uma excelente quinta colocação. Com o cronômetro zerado, Kubica pegou a parte de dentro na subida do castelo, escapou e atingiu de frente a barreira de proteção. Destaque negativo para Hulkenberg, eliminado na 18ª colocação.
Eliminados: Lance Stroll (Racing Point), Romain Grosjean (Haas), Nico Hulkenberg (Renault), George Russell (Williams) e Robert Kubica (Williams)
Q2
Depois de meia hora de atraso para que o a barreira de proteção fosse concertada, o Q2 teve início com a Mercedes já ditando o ritmo dos ponteiros. Quando Bottas era primeiro e Hamilton o segundo, Verstappen resolveu mostrar a força da RBR, tomando o primeiro lugar com o tempo de 1m41s388. Calçando pneus médios, Leclerc fez uma ótima volta, de 1m41s995, para ser o quinto colocado. Entretanto, pouco depois o garoto da Ferrari cometeu um erro no mesmo local que Kubica havia batido no Q1. A bandeira vermelha foi novamente acionada.
Depois de mais uma paralisação, o Q2 foi retomado com Vettel ainda fora dos dez primeiros. Com cinco minutos para o final, o alemão acelerou para uma volta rápida, fechando o giro em 1m42s209, assumindo a sétima colocação. Se Sainz foi a surpresa no Q1, Pérez foi o responsável por se intrometer no top 10 no Q2, colocando a Racing Point em uma excelente quarta posição. Sessão positiva também para a McLaren, que foi ao Q3 com Norris. Gasly, que tinha sido o primeiro no Q1, sequer completou uma volta no Q2, considerando que já largaria do pit lane de qualquer maneira por conta de uma punição no 2º treino livre.
Eliminados: Carlos Sainz Jr (McLaren), Daniel Ricciardo (Renault), Alexander Albon (STR), Kevin Magnussen (Haas) e Pierre Gasly (RBR)
Q3
Líder no Q2, Verstappen iniciou o Q3 na mesma posição: em primeiro, com 1m41s447. Bottas veio na sequência e superou a RBR #33, para depois ser superado pelo companheiro de equipe Hamilton. Vettel tentou fazer jus ao favoritismo da Ferrari em Baku, mas não conseguiu ser mais rápido que a Mercedes #44, ficando com a segunda colocação. Com pouco mais de um minuto para o final, os ponteiros foram para mais uma tentativa, com Bottas roubando a pole de Hamilton no finalzinho da sessão. Vettel fechou em terceiro.
Pós-Treino
Pierre Gasly foi excluído dos resultados do treino classificatório para o GP do Azerbaijão, porque sua RBR violou as regras de fluxo de combustível. Mas a decisão dos comissários não fará diferença para o grid, pois Gasly já estava destinado a largar do pit lane como punição por ter perdido a pesagem no final do 2º treino livre na sexta-feira.

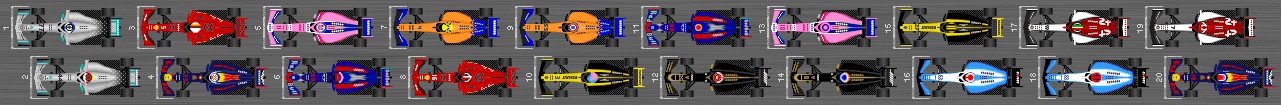
Grid de Largada

Fonte:

### Corrida
A largada aconteceu do jeito que Valtteri Bottas queria. O finlandês, apesar de largar um pouco pior do que Lewis Hamilton, fechou as primeiras curvas na primeira colocação, se defendendo de ataques por dentro. Sebastian Vettel não teve chances de fazer algo na primeira volta, contentando-se com o terceiro lugar.
Sergio Pérez melhorou a já boa posição de largada com uma ultrapassagem sobre Max Verstappen. Lando Norris, Daniil Kvyat, Carlos Sainz Jr., Daniel Ricciardo e Charles Leclerc fecharam a zona de pontos. Sim, Leclerc perdeu duas posições após largar em oitavo. Cair para décimo significa que Leclerc precisava fazer ultrapassagens com alguma urgência. No segundo giro, Ricciardo foi deixado para trás. Uma volta depois, a vítima foi Kvyat.
Na frente, ficava claro que a Ferrari tinha dificuldades de acompanhar a Mercedes. Vettel girava aproximadamente 1s mais lento do que Bottas e Hamilton, fechando a volta 4 pouco mais de 6s atrás do líder. Hamilton, entre os dois, devia 2s8 para Bottas.
Quem também tinha contratempos era Verstappen, mas de outra natureza. O holandês estava preso de Pérez até que, na sexta volta, encontrou o caminho na reta principal. O tempo perdido atrás da Racing Point significou um déficit de 4s para Vettel. Além disso, Leclerc, que logo apareceu na frente de todos do pelotão intermediário, surgia apenas 2s atrás de Max. Isso levando em conta que Charles estava com pneus médios, e não macios.

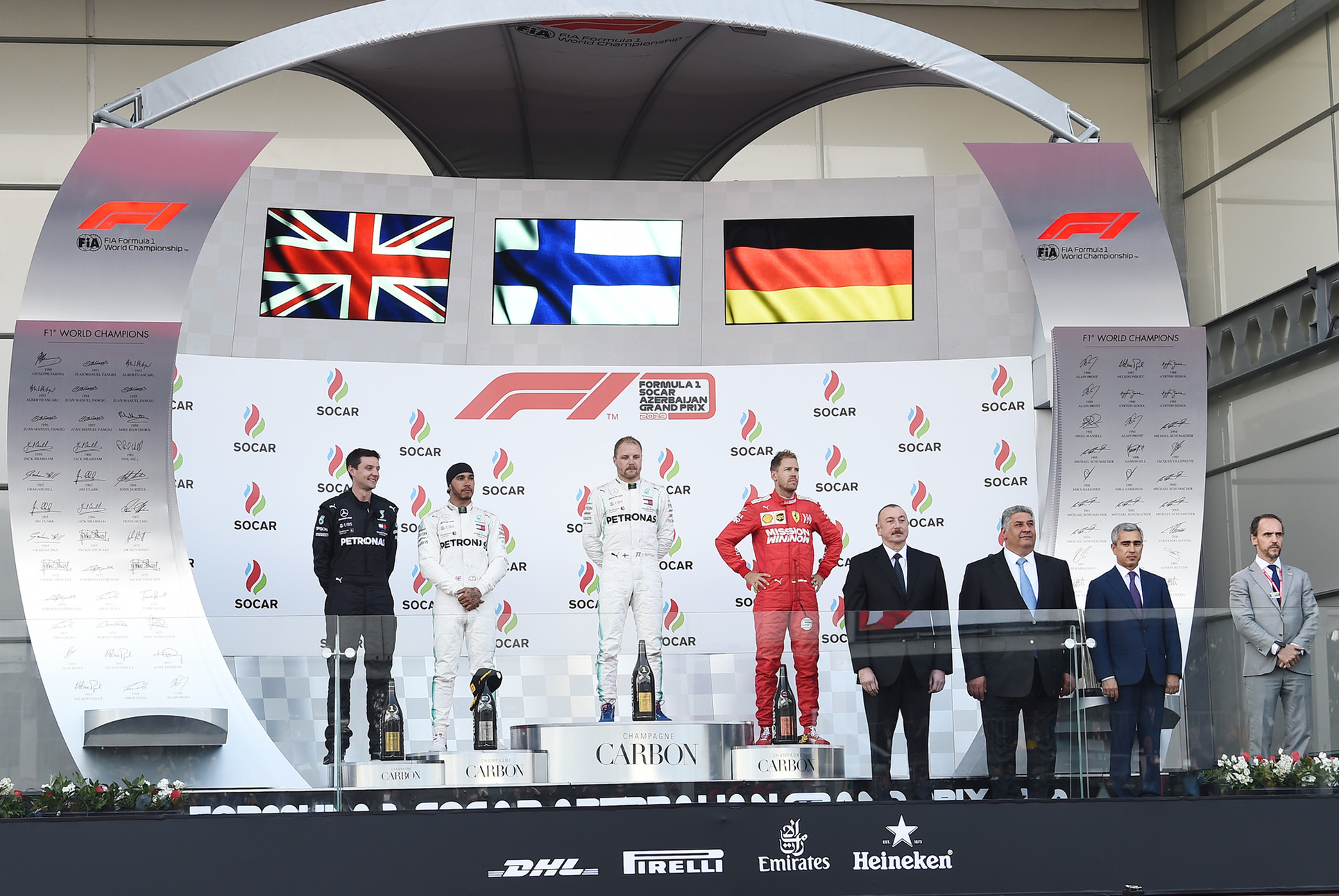
Podium

Os primeiros pits stop aconteceram na 7º volta. Kvyat, que despencava com pneus usados no Q3, abriu os trabalhos. Räikkönen, que largou dos boxes, Magnussen, Hülkenberg e Giovinazzi fizeram o mesmo.
Na frente, a vida de Leclerc se tornava melhor. Verstappen perdia tempo rapidamente, consequência de problemas de frenagem na Red Bull. Na altura da volta 9, Charles já conseguia fazer a ultrapassagem para surgir em quarto.
Gasly fazia uma bela corrida de recuperação, depois de largar dos boxes, o francês já estava misturado com o pelotão intermediário e brigando de igual para igual com Sainz.
Vettel, que definitivamente não tinha conseguia seguir a dupla da Mercedes, logo viu Leclerc no espelho retrovisor. O alemão, que chegava a ser 1s2 mais lento por volta, optou por fazer a parada antes de Charles firmar a ultrapassagem. Sebastian voltou à pista em quinto, enquanto o monegasco ficava com pista livre para voar baixo.
A Mercedes reagiu no momento de que Ferrari seja pela parada de Vettel, agora com pneus novos; seja pelo grande momento de Leclerc com médios; Bottas e Hamilton foram buscar pneus novos. Era a vez dos dois prateados usarem médios também.
Como poderia se imaginar, a dupla da Mercedes começou a anular o ritmo superior de Leclerc. Tanto Bottas quanto Hamilton conseguiam girar voltas 1s melhores. Restava saber até que ponto a Ferrari deixaria Charles na pista.
Na própria briga interna da Mercedes, a situação começava a ficar melhor para Hamilton. Ainda atrás de Bottas, o britânico encaixava uma sequência de voltas mais rápidas da corrida e cortava a diferença para pouco menos de 3s. O problema de Lewis passava a ser Vettel, que começava a se aproximar também.

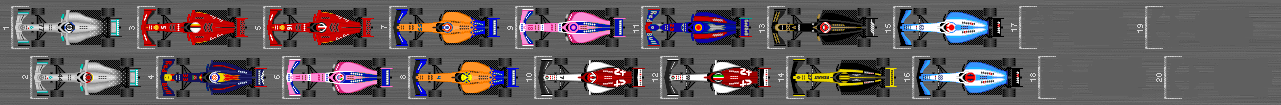
Resultado da corrida

## Pneus
| Nome do composto | Cor | Banda de rolamento | Condições de Tempo | Dry Type | Aderência       | Longevidade   |
| ---------------- | --- | ------------------ | ------------------ | -------- | --------------- | ------------- |
| Supermacio (C4)  |     | Slick (P Zero)     | Seco               | Soft     | Mais aderência  | Menos durável |
| Macio (C3)       |     | Slick (P Zero)     | Seco               | Medium   | Médio           | Médio         |
| Médio (C2)       |     | Slick (P Zero)     | Seco               | Hard     | Menos aderência | Mais durável  |

| Escolhas de Pneus de cada piloto para o GP do Azerbaijão: | Escolhas de Pneus de cada piloto para o GP do Azerbaijão: | Escolhas de Pneus de cada piloto para o GP do Azerbaijão: | Escolhas de Pneus de cada piloto para o GP do Azerbaijão: | Escolhas de Pneus de cada piloto para o GP do Azerbaijão: | Escolhas de Pneus de cada piloto para o GP do Azerbaijão: |
| --------------------------------------------------------- | --------------------------------------------------------- | --------------------------------------------------------- | --------------------------------------------------------- | --------------------------------------------------------- | --------------------------------------------------------- |
| Nº                                                        | Pilotos                                                   | Equipe(s)                                                 | Duro                                                      | Médio                                                     | Macio                                                     |
| 44                                                        | Lewis Hamilton                                            | Mercedes                                                  |                                                           |                                                           |                                                           |
| 77                                                        | Valtteri Bottas                                           | Mercedes                                                  |                                                           |                                                           |                                                           |
| 5                                                         | Sebastian Vettel                                          | Ferrari                                                   |                                                           |                                                           |                                                           |
| 16                                                        | Charles Leclerc                                           | Ferrari                                                   |                                                           |                                                           |                                                           |
| 33                                                        | Max Verstappen                                            | Red Bull-Honda                                            |                                                           |                                                           |                                                           |
| 10                                                        | Pierre Gasly                                              | Red Bull-Honda                                            |                                                           |                                                           |                                                           |
| 3                                                         | Daniel Ricciardo                                          | Renault                                                   |                                                           |                                                           |                                                           |
| 27                                                        | Nico Hülkenberg                                           | Renault                                                   |                                                           |                                                           |                                                           |
| 8                                                         | Romain Grosjean                                           | Haas-Ferrari                                              |                                                           |                                                           |                                                           |
| 20                                                        | Kevin Magnussen                                           | Haas-Ferrari                                              |                                                           |                                                           |                                                           |
| 55                                                        | Carlos Sainz Jr.                                          | McLaren-Renault                                           |                                                           |                                                           |                                                           |
| 4                                                         | Lando Norris                                              | McLaren-Renault                                           |                                                           |                                                           |                                                           |
| 11                                                        | Sergio Pérez                                              | Racing Point-Mercedes                                     |                                                           |                                                           |                                                           |
| 18                                                        | Lance Stroll                                              | Racing Point-Mercedes                                     |                                                           |                                                           |                                                           |
| 7                                                         | Kimi Raikkonen                                            | Alfa Romeo Racing-Ferrari                                 |                                                           |                                                           |                                                           |
| 99                                                        | Antonio Giovinazzi                                        | Alfa Romeo Racing-Ferrari                                 |                                                           |                                                           |                                                           |
| 23                                                        | Alexander Albon                                           | Toro Rosso-Honda                                          |                                                           |                                                           |                                                           |
| 26                                                        | Daniil Kvyat                                              | Toro Rosso-Honda                                          |                                                           |                                                           |                                                           |
| 88                                                        | Robert Kubica                                             | Williams-Mercedes                                         |                                                           |                                                           |                                                           |
| 63                                                        | George Russell                                            | Williams-Mercedes                                         |                                                           |                                                           |                                                           |

## Resultados

### Treino Classificatório
| Pos.                     | Nº | Piloto             | Construtor                | Q1       | Pneus | Q2       | Pneus | Q3       | Pneus | Grid |
| ------------------------ | -- | ------------------ | ------------------------- | -------- | ----- | -------- | ----- | -------- | ----- | ---- |
| 1                        | 77 | Valtteri Bottas    | Mercedes                  |          |       |          |       | 1:40.495 |       | 1    |
| 2                        | 44 | Lewis Hamilton     | Mercedes                  |          |       |          |       |          |       | 2    |
| 3                        | 5  | Sebastian Vettel   | Ferrari                   |          |       |          |       |          |       | 3    |
| 4                        | 33 | Max Verstappen     | Red Bull-Honda            |          |       | 1:41.388 |       |          |       | 4    |
| 5                        | 11 | Sergio Pérez       | Racing Point-BWT Mercedes |          |       |          |       |          |       | 5    |
| 6                        | 26 | Daniil Kvyat       | Toro Rosso-Honda          |          |       |          |       |          |       | 6    |
| 7                        | 4  | Lando Norris       | McLaren-Renault           |          |       |          |       |          |       | 7    |
| 8                        | 99 | Antonio Giovinazzi | Alfa Romeo-Ferrari        |          |       |          |       |          |       | 17 1 |
| 9                        | 16 | Charles Leclerc    | Ferrari                   | 1:41.426 |       |          |       | S/Tempo  |       | 8    |
| 10                       | 55 | Carlos Sainz Jr.   | McLaren-Renault           |          |       |          |       | —        | —     | 9    |
| 11                       | 3  | Daniel Ricciardo   | Renault                   |          |       |          |       | —        | —     | 10   |
| 12                       | 23 | Alexander Albon    | Toro Rosso-Honda          |          |       |          |       | —        | —     | 11   |
| 13                       | 20 | Kevin Magnussen    | Haas-Ferrari              |          |       |          |       | —        | —     | 12   |
| 14                       | 18 | Lance Stroll       | Racing Point-BWT Mercedes |          |       | —        | —     | —        | —     | 13   |
| 15                       | 8  | Romain Grosjean    | Haas-Ferrari              |          |       | —        | —     | —        | —     | 14   |
| 16                       | 27 | Nico Hülkenberg    | Renault                   |          |       | —        | —     | —        | —     | 15   |
| 17                       | 63 | George Russell     | Williams-Mercedes         |          |       | —        | —     | —        | —     | 16   |
| 18                       | 88 | Robert Kubica      | Williams-Mercedes         |          |       | —        | —     | —        | —     | PL 3 |
| Tempo dos 107%: 1:48.428 |    |                    |                           |          |       |          |       |          |       |      |
| DSQ                      | 7  | Kimi Räikkönen     | Alfa Romeo-Ferrari        |          |       |          |       |          |       | PL 4 |
| DSQ                      | 10 | Pierre Gasly       | Red Bull-Honda            |          |       | S/Tempo  |       | —        | —     | PL 2 |
| Fonte:                   |    |                    |                           |          |       |          |       |          |       |      |

Notas
- ↑1  – Antonio Giovinazzi (Alfa Romeo) perdeu 10 posições do grid por uma terceira mudança eletrônica em sua unidade de potência.

- ↑2  – Pierre Gasly (Red Bull-Honda) foi excluído da qualificação por exceder o limite de fluxo de combustível de 100 kg/h. Ele também será forçado a começar a corrida a partir do pit lane por ter perdido a pesagem no final do 2º treino livre na sexta-feira. Ele também recebeu uma penalidade de uma perda de cinco posições do grid por uma mudança de caixa de velocidades não programada.

- ↑3  – Robert Kubica (Williams-Mercedes) começar a partir do pit lane depois de fazer alterações de suspensão para o seu carro.

- ↑4  – Kimi Räikkönen (Alfa Romeo) foi excluído da qualificação depois que seu carro falhou em um teste de deflexão da asa dianteira. Ele será obrigado a começar a partir do pit lane depois de ajustar sua asa dianteira.

### Corrida
| Pos.   | Nu. | Piloto             | Construtor                | Voltas | Tempo/Retirado | Pit Stop | Pneus | Grid | Pontos |
| ------ | --- | ------------------ | ------------------------- | ------ | -------------- | -------- | ----- | ---- | ------ |
| 1      | 77  | Valtteri Bottas    | Mercedes                  | 51     | 1:31:52.942    | 1        |       | 1    | 25     |
| 2      | 44  | Lewis Hamilton     | Mercedes                  | 51     | +1.524         | 1        |       | 2    | 18     |
| 3      | 5   | Sebastian Vettel   | Ferrari                   | 51     | +11.739        | 1        |       | 3    | 15     |
| 4      | 33  | Max Verstappen     | Red Bull-Honda            | 51     | +17.493        | 1        |       | 4    | 12     |
| 5      | 16  | Charles Leclerc    | Ferrari                   | 51     | +1:09.107      | 2        |       | 9    | 10 (1) |
| 6      | 11  | Sergio Pérez       | Racing Point-BWT Mercedes | 51     | +1:16.416      | 1        |       | 5    | 8      |
| 7      | 55  | Carlos Sainz Jr.   | McLaren-Renault           | 51     | +1:23.826      | 1        |       | 10   | 6      |
| 8      | 4   | Lando Norris       | McLaren-Renault           | 51     | +1:40.268      | 2        |       | 7    | 4      |
| 9      | 18  | Lance Stroll       | Racing Point-BWT Mercedes | 51     | +1:43.816      | 1        |       | 14   | 2      |
| 10     | 7   | Kimi Räikkönen     | Alfa Romeo-Ferrari        | 50     | +1 volta       | 1        |       | Pit  | 1      |
| 11     | 23  | Alexander Albon    | Toro Rosso-Honda          | 50     | +1 volta       | 1        |       | 12   |        |
| 12     | 99  | Antonio Giovinazzi | Alfa Romeo-Ferrari        | 50     | +1 volta       | 1        |       | 8    |        |
| 13     | 20  | Kevin Magnussen    | Haas-Ferrari              | 50     | +1 volta       | 2        |       | 13   |        |
| 14     | 27  | Nico Hülkenberg    | Renault                   | 50     | +1 volta       | 2        |       | 16   |        |
| 15     | 63  | George Russell     | Williams-Mercedes         | 49     | +2 voltas      | 2        |       | 17   |        |
| 16     | 88  | Robert Kubica      | Williams-Mercedes         | 49     | +2 voltas      | 3        |       | Pit  |        |
| Ret    | 10  | Pierre Gasly       | Red Bull-Honda            | 38     | Transmissão    | 0        |       | Pit  |        |
| Ret    | 8   | Romain Grosjean    | Haas-Ferrari              | 38     | Freios         | 2        |       | 15   |        |
| Ret    | 26  | Daniil Kvyat       | Toro Rosso-Honda          | 33     | Colisão        | 2        |       | 6    |        |
| Ret    | 3   | Daniel Ricciardo   | Renault                   | 31     | Colisão        | 2        |       | 11   |        |
| Fonte: |     |                    |                           |        |                |          |       |      |        |

## Curiosidades
- 8º pole position de Valtteri Bottas na Fórmula 1.

## Voltas na Liderança
- Commons

| Nº de Voltas | Piloto          | Voltas       |
| ------------ | --------------- | ------------ |
| 31           | Valtteri Bottas | 1-11 e 32-51 |
| 1            | Lewis Hamilton  | 12           |
| 19           | Charles Leclerc | 13-31        |

## 2019DHLFastest Pit Stop Award

### Resultado
| 1      |  |  |  |  | 25 |
| 2      |  |  |  |  | 18 |
| 3      |  |  |  |  | 15 |
| 4      |  |  |  |  | 12 |
| 5      |  |  |  |  | 10 |
| 6      |  |  |  |  | 8  |
| 7      |  |  |  |  | 6  |
| 8      |  |  |  |  | 4  |
| 9      |  |  |  |  | 2  |
| 10     |  |  |  |  | 1  |
| Fonte: |  |  |  |  |    |

### Classificação
| Tabela do DHL Fastest Pit Stop Award \| Pos \| Construtor \| Pontos \| \| --- \| ---------- \| ------ \| \| 1 \| \| \| \| 2 \| \| \| \| 3 \| \| \| \| 4 \| \| \| \| 5 \| \| \| \| 6 \| \| \| \| 7 \| \| \| \| 8 \| \| \| \| 9 \| \| \| \| 10 \| \| \| |            |        |
| Pos | Construtor | Pontos |
| 1 |            |        |
| 2 |            |        |
| 3 |            |        |
| 4 |            |        |
| 5 |            |        |
| 6 |            |        |
| 7 |            |        |
| 8 |            |        |
| 9 |            |        |
| 10 |            |        |

## Tabela do campeonato após a corrida
Somente as cinco primeiras posições estão incluídas nas tabelas.
| Pos | Piloto           | Pontos | Var     |
| --- | ---------------- | ------ | ------- |
| 1   | Valtteri Bottas  | 87     | 1       |
| 2   | Lewis Hamilton   | 86     | 1       |
| 3   | Sebastian Vettel | 52     | 1       |
| 4   | Max Verstappen   | 51     | 1       |
| 5   | Charles Leclerc  | 47     | Estável |

| Pos | Construtor                | Pontos |         |
| --- | ------------------------- | ------ | ------- |
| 1   | Mercedes                  | 179    | Estável |
| 2   | Ferrari                   | 99     | Estável |
| 3   | Red Bull-Honda            | 64     | Estável |
| 4   | Renault                   | 18     | Estável |
| 5   | Racing Point-BWT Mercedes | 17     | 1       |